# Vlag van Ille-et-Vilaine

Vlag van Ille-et-Vilaine

De vlag van Ille-et-Vilaine is de niet-officiële vlag van het Franse departement Ille-et-Vilaine. Net als de meeste andere departementen van Frankrijk heeft Ille-et-Vilaine geen officiële vlag, maar wordt de hier rechts afgebeelde vlag op niet-officiële wijze gebruikt. De vlag is afgeleid van het wapen van dit departement.
De vlag bestaat uit een wit veld bezaaid met zwarte hermelijnen, met twee verticale golvende dwarsbalken van blauw.
Het ontwerp symboliseert Bretagne en de twee rivieren die hun naam gaven aan het departement: de Ille en de Vilaine. De vlag is geïnspireerd op het ontwerp van het wapen dat in 1950 is voorgesteld door Robert Louis.
Naast deze vlag is er een logovlag in gebruik.

Vlag van het hertogdom Bretagne
Logovlag